# Gagitodes
Gagitodes là một chi bướm đêm thuộc họ Geometridae. Nó còn có tên đồng nghĩa là Perizoma.

## Các loài tiêu biểu
- Gagitodes sagittata - Marsh Carpet

## Hình ảnh

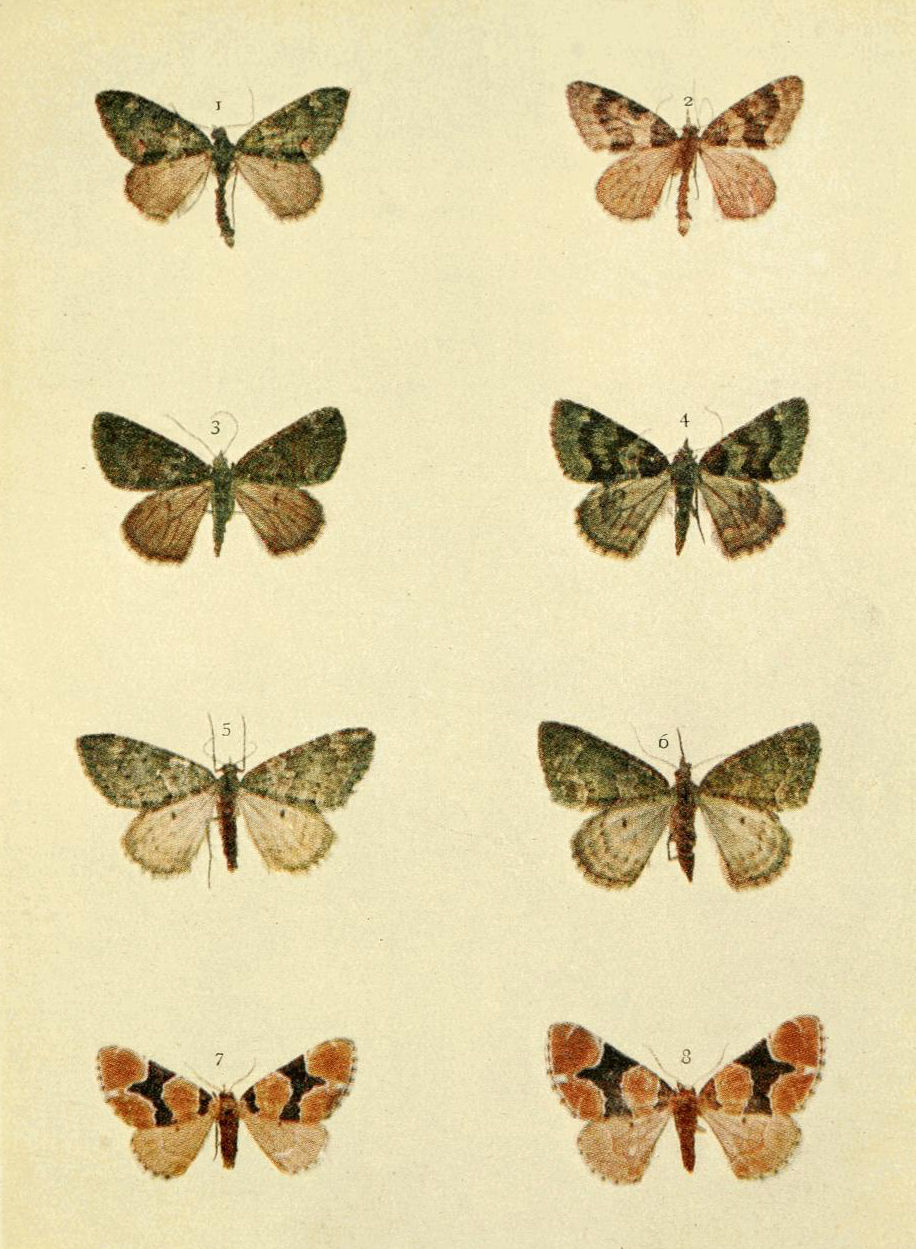